# Крутець (Доскинська сільрада)
Крутець (рос. Крутец) — присілок в Богородському районі Нижньогородської області Російської Федерації.
Населення становить 54 особи. Входить до складу муніципального утворення Доскинська сільрада.

## Історія
Від 2004 року входить до складу муніципального утворення Доскинська сільрада.

## Населення
| 1999 | 2002 | 2010 |
| ---- | ---- | ---- |
| 19   | ↘15  | ↗54  |